# Gontran a le coup de foudre
Gontran a le coup de foudre è un cortometraggio del 1911 diretto da Lucien Nonguet.